# Croton antanosiensis
Espèce
Croton antanosiensis est une espèce de plantes à fleurs du genre Croton et de la famille des Euphorbiaceae, présente à Madagascar.
Il a pour synonyme :
- Croton antanosiensis var. basaltorum, Leandri, 1939